# Metapeniculus haemuloni
Metapeniculus haemuloni is een eenoogkreeftjessoort uit de familie van de Pennellidae. De wetenschappelijke naam van de soort is voor het eerst geldig gepubliceerd in 1983 door Alexander.